# Lotnisko Feldkirchen in Kärnten
Lotnisko Feldkirchen in Kärnten (Flugplatz Feldkirchen in Kärnten) – lotnisko obsługujące Feldkirchen in Kärnten w Austrii (Karyntia).